# Alt-Wiener Tanzweisen
Alt-Wiener Tanzweisen (Vecchie melodie viennesi) è un gruppo di tre brani brevi per violino e pianoforte, scritto da Fritz Kreisler. I tre brani vengono generalmente eseguiti o ascoltati separatamente e si intitolano Liebesfreud (Gioia di Amore), Liebesleid (Pena di Amore) e Schön Rosmarin (Rosmarino delizioso).

## Storia
Non si sa quando li scrisse, ma furono pubblicati nel 1905, attribuiti erroneamente, ma deliberatamente, a Joseph Lanner. Erano diventati parte del repertorio di Kreisler ben prima del settembre 1910, quando li protesse col copyright sotto il proprio nome.
Kreisler suonava spesso questi pezzi come bis nei suoi concerti. Nel 1911 pubblicò i suoi arrangiamenti per pianoforte solista come Alt-Wiener Tanzweisen. Sono comparsi in numerosi arrangiamenti per altri strumenti e vennero anche orchestrati.
Due di essi, Liebesfreud e Liebesleid, furono oggetto di trascrizioni per solista virtuoso di pianoforte dall'amico di Kreisler Sergej Rachmaninov (1931), che incise anche queste trascrizioni.